# The Rooftop Singers
The Rooftop Singers war eine Musikgruppe, die im Zuge des Folk-Revivals Anfang der 1960er in New York entstand.

## Geschichte
Die Mitglieder des Trios waren Erik Darling, Bill Svanoe und Lynne Taylor (1928–1982). Darling (Gitarre, Gesang) war zuvor bei den Weavers, wo er 1958 Pete Seeger ersetzt hatte. 1962 hörte er eine Aufnahme von Walk Right In, das Ende der 1920er ein Hit von Gus Cannon’s Jug Stompers gewesen war. Mit Svanoe (Gitarre, Gesang) und Taylor (Jazz-Sängerin) nahm er das Stück 1963 auf.
Walk Right In erreichte Platz 1 der US-Charts und wurde ein weltweiter Hit. Es blieb der einzige Hit der Rooftop Singers, die damit ein weiteres Beispiel eines One-Hit-Wonders sind. 1963 traten sie beim Newport Folk Festival auf, wobei ein Live-Album mitgeschnitten wurde. Es erschienen einige weitere Singles und zwei Alben, Goodtime und Rainy River. 1967 löste sich das Trio auf.

## Diskografie

### Alben
| Jahr | Titel         | Höchstplatzierung, Gesamtwochen, AuszeichnungChartsChartplatzierungen (Jahr, Titel, Platzierungen, Wochen, Auszeichnungen, Anmerkungen) | Anmerkungen |
| Jahr | Titel         | US | Anmerkungen |
| ---- | ------------- | --- | ----------- |
| 1963 | Walk Right In | US15 (20 Wo.)US |             |

### Singles
| Jahr | Titel Album        | Höchstplatzierung, Gesamtwochen/‑monate, AuszeichnungChartplatzierungen (Jahr, Titel, Album, Platzierungen, Wochen/Monate, Auszeichnungen, Anmerkungen) | Höchstplatzierung, Gesamtwochen/‑monate, AuszeichnungChartplatzierungen (Jahr, Titel, Album, Platzierungen, Wochen/Monate, Auszeichnungen, Anmerkungen) | Höchstplatzierung, Gesamtwochen/‑monate, AuszeichnungChartplatzierungen (Jahr, Titel, Album, Platzierungen, Wochen/Monate, Auszeichnungen, Anmerkungen) | Anmerkungen |
| Jahr | Titel Album        | DE | UK | US | Anmerkungen |
| ---- | ------------------ | --- | --- | --- | ----------- |
| 1963 | Walk Right In –    | DE24 (2 Mt.)DE | UK10 (12 Wo.)UK | US1 (13 Wo.)US |             |
| 1963 | Tom Cat –          | — | — | US20 (10 Wo.)US |             |
| 1963 | Mama Don’t Allow – | — | — | US55 (7 Wo.)US |             |